# Ghosts of West Virginia
Ghosts of West Virginia è il ventesimo album in studio del cantautore statunitense Steve Earle, pubblicato nel 2020.

## Tracce
1. Heaven Ain't Goin' Nowhere – 1:39
2. Union, God and Country – 2:23
3. Devil Put the Coal in the Ground – 2:53
4. John Henry Was a Steel Drivin’ Man – 3:28
5. Time is Never on Our Side – 2:55
6. It's About Blood – 4:33
7. If I Could See Your Face Again – 2:57
8. Black Lung – 3:19
9. Fastest Man Alive – 2:51
10. The Mine – 2:48